# Yatağan (stad)
Yatağan is de hoofdplaats van het Turkse district Yatağan en telt 16.007 inwoners (2000).

## Verkeer en vervoer

### Wegen
Yatağan ligt aan de nationale wegen D330 en D550.

## Geboren
- Taylan Antalyalı (1995), voetballer

- Virtual International Authority File: 240523791